# Ramón Hicks
Ramón Ángel María Hicks Cáceres (né le 30 mai 1959 à Asuncion au Paraguay) est un joueur de football international paraguayen, qui évoluait au poste d'attaquant.

## Biographie

### Carrière en club
Il joue 74 matchs en première division espagnole et 39 matchs en deuxième division espagnole. Il inscrit 12 buts en Liga et 9 en Segunda Division.

### Carrière en sélection
Avec l'équipe du Paraguay, il joue 35 matchs (pour 7 buts inscrits) entre 1983 et 1987. 
Il figure dans le groupe des sélectionnés lors de la Coupe du monde de 1986. Lors du mondial, il joue deux matchs : contre le Mexique et la Belgique.
Il participe également aux Copa América de 1983 et de 1987.